# Joseph Gürster
Joseph Gürster (* 1. November 1811 in Thurnsdorf; † 7. Oktober 1879 in Regensburg) war ein bayerischer Richter sowie Abgeordneter der Bayerischen Abgeordnetenkammer und des deutschen Zollparlaments.

## Leben
Gürster besuchte das Gymnasium in Straubing und studierte ab 1833 Rechtswissenschaft sowie Philosophie in München. 1848 wurde er als Gerichtsassessor angestellt und 1852 wurde er Kreisgerichtsrat in Amberg. 1860 wurde er Appellationsgerichtsassesor und 1862 Stadtrichter in Regensburg. Ab 1864 war er Königlich Bayerischer Appellationsgerichtsrat in Amberg.
Von 1868 bis 1870 gehörte Joseph Gürster als Abgeordneter des Wahlkreises Oberpfalz 2 (Amberg, Nabburg, Sulzbach, Eschenbach) dem Zollparlament an und von 1870 bis 1875 war er Mitglied der Bayerischen Abgeordnetenkammer für den Wahlkreis Amberg. Er vertrat die politische Richtung der Bayerischen Patriotenpartei.